# Réaction de Stille
La réaction de Stille ou couplage de Stille est une réaction chimique entre un composé organostannique et un dérivé halogéné hybridé sp2 avec un catalyseur au palladium,,, :
La réaction de Stille a été découverte en 1977 par John Kenneth Stille et David Milstein, un étudiant post-doctorant. La réaction de Stille est très utilisée en synthèse organique et dans les industries notamment les industries pharmaceutiques. La réaction fonctionne aussi avec des triflates comme groupe partant.

## Conditions de réaction

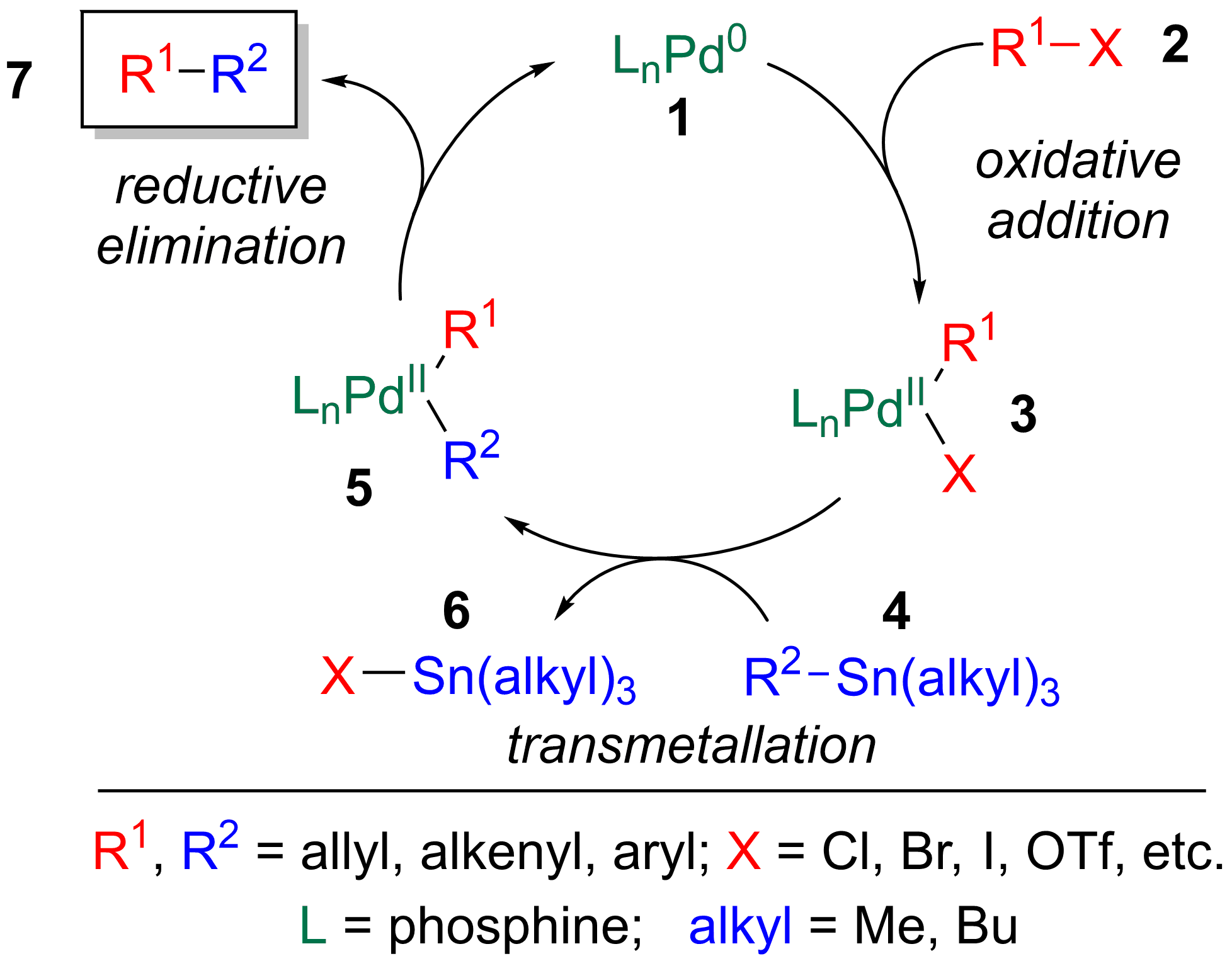
Cycle catalytique de la réaction de Stille

La réaction est généralement réalisée sous atmosphère inerte et dans les solvants dégazés. En effet, le dioxygène provoque l'oxydation du catalyseur au palladium et favorise le couplage entre les dérivés stanniques. Ces réactions secondaire abaissent le rendement de la réaction. Le triméthyl d'étain ou le tributyl d'étain sont généralement utilisés,,.

## Mécanisme de la réaction
Le mécanisme de la réaction de Stille suit un cycle catalytique. Au départ, le précatalyseur est composé de palladium au degré d'oxydation II que l'on va réduire au degré 0. Le palladium au degré zéro possède en général deux ligands L et a 14 électrons de valence. Le catalyseur va ensuite réagir avec l'halogénure d'alkyle par une addition oxydante qui va aboutir à la formation d'un complexe de palladium de type ML2X2 possédant 16 électrons. S'ensuit une transmétallation par un alkyl ou un aryl-étain. Enfin, il y a une élimination réductrice qui forme la nouvelle liaison C-C et régénère le catalyseur (Pd(0)).

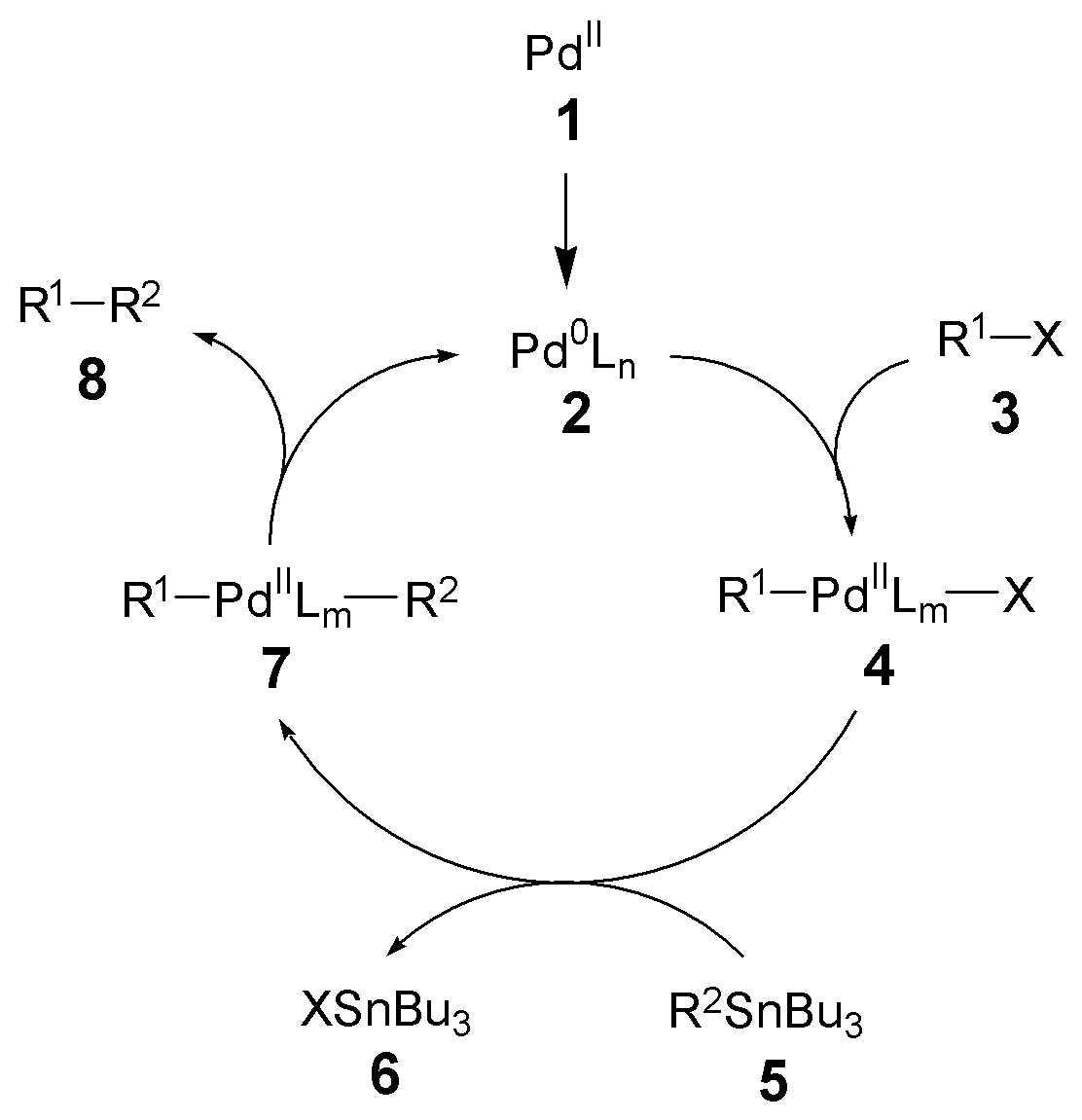
Mécanisme de la réaction de Stille